# كيديسفيل (ماريلاند)
كيديسفيل (بالإنجليزية: Keedysville, Maryland)‏ هي بلدة تقع في مقاطعة واشنطن (ماريلاند) بولاية ماريلاند في الولايات المتحدة. تبلغ مساحتها 2.38 (كم²)، وترتفع عن سطح البحر 120 م، بلغ عدد سكانها 1152 نسمة في عام 2010 حسب إحصاء مكتب تعداد الولايات المتحدة وتصل الكثافة السكانية فيها 483.5 نسمة/كم2.

## التركيبة السكانية
قام مكتب تعداد الولايات المتحدة بتحديد بيانات التركيبة السكانية لكيديسفيل في تعداد الولايات المتحدة. في ما يلي، التركيبة السكانية حسب تعدادي 2000 و2010.

### تعداد عام 2000
بلغ عدد سكان كيديسفيل 482 نسمة بحسب تعداد عام 2000، وبلغ عدد الأسر 172 أسرة وعدد العائلات 131 عائلة مقيمة في البلدة. في حين سجلت الكثافة السكانية 565.7 نسمة لكل ميل مربع (218.4/كم2). وبلغ عدد الوحدات السكنية 188 وحدة بمتوسط كثافة قدره 220.6 نسمة لكل ميل مربع (85.2/كم2).
وتوزع التركيب العرقي للبلدة بنسبة 98.96% من البيض و 0.21% من الأمريكيين ذوي الأصول الآسيوية و 0.21% من الأمريكيين الأفارقة و 0.62% من عرقين مختلطين أو أكثر.
بلغ عدد الأسر 172 أسرة كانت نسبة 41.3% منها لديها أطفال تحت سن الثامنة عشر تعيش معهم، وبلغت نسبة الأزواج القاطنين مع بعضهم البعض 69.2% من أصل المجموع الكلي للأسر، ونسبة 5.8% من الأسر كان لديها معيلات من الإناث دون وجود شريك، وكانت نسبة 23.3% من غير العائلات. تألفت نسبة 20.9% من أصل جميع الأسر من أفراد ونسبة 8.1% كانوا يعيش معهم شخص وحيد يبلغ من العمر 65 عاماً فما فوق. وبلغ متوسط حجم الأسرة المعيشية 3.27، أما متوسط حجم العائلات فبلغ 2.80.
بلغ العمر الوسطي للسكان 35 عاماً. وكانت نسبة 28.6% من القاطنين تحت سن الثامنة عشر، وكانت نسبة 6.4% بين الثامنة عشر والأربعة وعشرون عاماً، ونسبة 31.1% كانت واقعةً في الفئة العمرية ما بين الخامسة والعشرون حتى والأربعة وأربعون عاماً، ونسبة 25.5% كانت ما بين الخامسة والأربعون حتى الرابعة والستون، ونسبة 8.3% كانت ضمن فئة الخامسة والستون عاماً فما فوق. يوجد لكل 100 أنثى 95.1 ذكر، ويوجد لكل 100 أنثى في الثامنة عشر من عمرها فما فوق 93.3 ذكر.
بلغ متوسط دخل الأسرة في البلدة 53,250 دولار، أما متوسط دخل العائلة فبلغ 61,607 دولار. وكان متوسط دخل الذكور 43,438 دولار مقابل 30,938 دولار للإناث. وسجل دخل الفرد الخاص بالبلدة 19,911 دولار.

### تعداد عام 2010
بلغ عدد سكان كيديسفيل 1,152 نسمة بحسب تعداد عام 2010، وبلغ عدد الأسر 391 أسرة وعدد العائلات 319 عائلة مقيمة في البلدة. في حين سجلت الكثافة السكانية 1,252.2 نسمة لكل ميل مربع (483.5/كم2). وبلغ عدد الوحدات السكنية 407 وحدة بمتوسط كثافة قدره 442.4 لكل ميل مربع (170.8/كم2).
وتوزع التركيب العرقي للبلدة بنسبة 94.5% من البيض و 0.2% من الأمريكيين ذوي الأصول الآسيوية و 3.5% من الأمريكيين الأفارقة و 1.0% من عرقين مختلطين أو أكثر.
بلغ عدد الأسر 391 أسرة كانت نسبة 41.9% منها لديها أطفال تحت سن الثامنة عشر تعيش معهم، وبلغت نسبة الأزواج القاطنين مع بعضهم البعض 71.4% من أصل المجموع الكلي للأسر، ونسبة 7.9% من الأسر كان لديها معيلات من الإناث دون وجود شريك، بينما كانت نسبة 2.3% من الأسر لديها معيلون من الذكور دون وجود شريكة وكانت نسبة 18.4% من غير العائلات. تألفت نسبة 14.1% من أصل جميع الأسر من أفراد ونسبة 4.3% كانوا يعيش معهم شخص وحيد يبلغ من العمر 65 عاماً فما فوق. وبلغ متوسط حجم الأسرة المعيشية 3.24، أما متوسط حجم العائلات فبلغ 2.95.
بلغ العمر الوسطي للسكان 37.2 عاماً. وكانت نسبة 28.2% من القاطنين تحت سن الثامنة عشر، وكانت نسبة 6.6% بين الثامنة عشر والأربعة وعشرون عاماً، ونسبة 28.2% كانت واقعةً في الفئة العمرية ما بين الخامسة والعشرون حتى والأربعة وأربعون عاماً، ونسبة 28.4% كانت ما بين الخامسة والأربعون حتى الرابعة والستون، ونسبة 8.6% كانت ضمن فئة الخامسة والستون عاماً فما فوق. وتوزع التركيب الجنسي للسكان بنسبة 50.8% ذكور و49.2% إناث.

## وصلات خارجية
- http://www.keedysvillemd.com/
- The US50 - Cities and Towns in Maryland State
- Maryland Cities and Towns, Facts, Map, Flag, Colleges, Government, and More